# Ханіфізм
Ханіфі́зм (араб. حنيفية‎‎ — ханіфія‎) — одна з форм релігійного монотеїзму, що виникла в доісламській Аравії. Ханіфізм зазнав впливу як юдаїзму, так і християнства. Послідовників ханіфізму називають ханіфами. У Корані ханіфом названий пророк Ібрагім.